# Flare (acrobacia)

flare ou flair

A bengala, do inglês flare, comumente chamado flair (estilo, abreviatura de "Thomas flair"), é um movimento acrobático criado por Kurt Thomas,  no qual o dançarino alterna o equilíbrio do torso entre os braços enquanto balança as pernas abaixo em círculos contínuos. É um power move fundamental break dance e na ginástica artística, pode ser realizado em um cavalo com alças ou no solo. 

## Características
A perna esquerda começa cerca de 10 polegadas atrás da direita (não alinhada). Se o executante já tiver impulso, ele rapidamente abaixa a mão esquerda perto da perna esquerda, de frente para os dedos em direção à esquerda, afastados do corpo. Em seguida, a perna esquerda é girada o mais forte possível durante o ato. O executante deve estar preparado para abaixar a mão direita, quando todo o peso é transferido para o braço direito e ele chuta a perna esquerda o mais alto possível. A perna direita balança sob a esquerda e então a mão esquerda desce na frente, de modo que ambas as mãos estejam agora na frente. Arqueando as costas e sem tocar o chão, o executante chuta a perna direita para cima novamente e balança a perna esquerda para baixo para outra rotação.
Uma progressão/combinação para este movimento seria círculos de perna dupla em um cogumelo (semelhante a um cavalo com alças, mas arredondado e mais baixo). Isso consiste em suas pernas girando em torno do cogumelo 360 graus elevados aproximadamente 40 cm do chão com nada além de suas mãos tocando o cogumelo.

## Variações
Existem várias variantes de flare:
- Alargadores de cotovelo: os antebraços (e os cotovelos) são usados para apoiar o corpo e não as mãos. Devido à baixa folga das pernas, esta é uma variação difícil.
- Lotus flares - Um flare com as pernas em posição de lótus .
  - Half-Flares - Semelhante aos flares Lotus, exceto que o movimento de balanço contínuo é realizado em uma posição de figura quatro em vez de uma posição "V".
- New Yorker Flares/Atomic Flares/Power Flares - começa com a mão oposta do que um flare padrão normalmente seria iniciado. Por exemplo, se as pernas estiverem indo para a direita, os sinalizadores começarão com a mão direita colocada primeiro no chão.
- Cadeira Flares - um alargamento feito exageradamente para que o movimento de balanço para a frente pareça um congelamento de cadeira de ar.
- Double Chair Flares - um flare de cadeira feito com dois congelamentos de cadeira de ar (dois braços dobrados) e sem saltos entre o interruptor de braço.
- Círculos/Flares Virgens - As pernas ficam juntas e retas. Na ginástica, é referido como um círculo e é considerado o pré-requisito para um flare.
- Hopping Flares/King Flares - Pulando na mão disponível (suporte de carga) enquanto as pernas balançam da frente para trás. C-zeching é necessário para este movimento. O disjuntor deve fazer o c-zech junto com o hop para se posicionar adequadamente para continuar fazendo o flare. O termo c-zech significa o movimento que faz a pessoa girar na direção oposta à que está indo durante o flare. Por exemplo, se alguém está queimando CW, ele faz c-zech no flare para que seu corpo fique um pouco mais para a esquerda após cada rodada de flare. Na ginástica, um c-zech é chamado de fuso.
- Alargadores roscados - Um movimento de alargamento único em que se usa o braço de apoio (antes de apoiar o movimento de balanço) para unir as duas pernas. As pernas ficam livres à medida que balançam no movimento frontal (Bboy Lilou, o primeiro que fez esse movimento).
- V-flares - Um estilo avançado de flare em que as pernas ficam retas em forma de V perto do corpo e todo o impulso é exercido a partir dos quadris, pois as pernas permanecem imóveis e não fornecem base de apoio. Estes também são conhecidos como 'flares piked'. Muito esforço é necessário para dominar V-flares.
- British flares - Um sinalizador que vem de uma posição de parada de mão (colocando uma mão no chão você chuta o pé oposto no ar deixando-o pegar impulso e então você chuta, o outro pé você chuta quando você está descendo para deixá-lo passar debaixo. É usado quando vem de pistas de ar para flares.
- Solar flares - Um flare com os quadris muito altos no ar e as pernas juntas sobre o torso frontal (como se as pernas estivessem queimando sobre a cabeça e o corpo do bboy/bgirls). Depois de mudar do braço inicial para o braço oposto e quando o torso está voltado para o chão, o quadril sai de baixo, dando a sensação da explosão solar explosiva do sol. Parece muito semelhante a um airflare e um flare de cadeira combinados, mas sem o salto entre o interruptor de braço.

### Airflare
O Airflare, às vezes também chamado de Airtrack, é um movimento avançado que é semelhante em conceito a um Halo, também conhecido como Headtracks ou apenas faixas. Isso ocorre porque eles compartilham a sensação quando se trata de levantar as pernas e balançar entre o interruptor de mão. Ao realizar um Air Flare, o disjuntor é invertido com o torso em um ângulo de 45 graus em relação ao chão. (o ângulo pode diferir. quanto menor o ângulo, maior a dificuldade). as pernas em forma de V e os braços retos. As mãos são a única parte do corpo que toca o chão enquanto o movimento está sendo executado. O bboy/bgirl chicoteia suas pernas, então os braços ao redor para que ele viaje em um caminho circular. Air Flares também pode ser referido como Air Tracks: no entanto, Air Tracks era originalmente um único giro de 360 graus no ar que seria um movimento de transição ligando a outro. Mais tarde, as pessoas começariam a fazer flares aéreos na forma de uma faixa contínua de ar, tornando os dois nomes basicamente o mesmo movimento, já que a diferença na execução é mínima. (As chamas de ar atingem o peito e as trilhas de ar atingem a cabeça - a inclinação do corpo é irrelevante neste caso. )

#### Variações
Existem muitas variações do flare aéreo. Alguns exemplos notáveis incluem:
- Elbow Air Flares / Elbow Tracks - Usando seus cotovelos em vez de suas mãos
- Flares de ar de perna dobrada - Uma perna é constantemente dobrada durante todo o movimento. Bboy Blond e Bboy The End são conhecidos por usar essa técnica.
- Hopping Air Flares - Ambas as mãos nunca tocam o chão ao mesmo tempo. Um movimento de salto é usado para pular continuamente de uma mão para a outra. As pernas às vezes são dobradas nessa variação para gerar o efeito de salto.
- Tombstone Air Flares - As pernas estão fechadas e retas durante a fase aérea do movimento
- Lotus Air Flares - Igual a um air flare normal, mas com as pernas na posição de lótus
- Toe Toe Air Flares - Quando uma mão está no chão, a outra é usada para tocar os dedos de cada pé.
- Clapping Air Flares - bater palmas com as duas mãos em uma parada de mão entre os airflares
- Munching Air Flares - O efeito "munch" pode ser alcançado posicionando as pernas na posição munch-mill no meio do vôo. Em uma variação mais avançada o bboy/bgirl mantém as pernas nesta posição mesmo quando as mãos estão tocando o chão.
- Threaded Air Flares - trazendo uma perna através de um laço criado pela outra perna e a mão que não a apoia
- Walking Air Flare - Pelo menos uma mão está sempre em contato com o chão, mesmo durante a fase aérea de um Air Flare regular. Esta variação requer grande flexibilidade nos ombros.
- Air Flares de uma mão - Uma variação muito difícil de airflare. A mesma mão balançando gira um swing completo com apenas uma mão em 180 graus. Famoso feito por Bboy Punisher, Bboy Clil e assim por diante. . .
- Airflare 1.5 (também conhecido como Bombas Airflare, suicídios Airflare) - O corpo gira 540 graus e o bboy/bgirl cai de costas e não nas mãos.